# Мадагаскарски фратар
Мадагаскарски фратар (лат. Amauris nossima, енгл. Madagascan friar) је инсект из реда лептира (Lepidoptera) и породице шаренаца (Nymphalidae). 

## Распрострањење
Врста је присутна на Мадагаскару, Коморима и острву Мајот (Mayotte).

## Станиште
Мадагаскарски фратар има станиште на копну. 

## Угроженост
Ова врста се сматра рањивом у погледу угрожености врсте од изумирања.